# グレンコーブ (ニューヨーク州)
グレンコーブ（英: Glen Cove）は、アメリカ合衆国ニューヨーク州の南部、ナッソー郡にある都市。人口は2万8365人（2020年）。ロングアイランド北岸に位置している。
20世紀初頭にゴールドコーストと呼ばれたロングアイランド北岸にあって、その人口構成は多様である。ナッソー郡には5つの自治体があり、市は2つあるがその1つとなっている。もう一つは南岸にあるロングビーチ市である。
20世紀には幾つかの製造業が成功を収めた場所でもある。

## 地理
グレンコーブ市はロングアイランド湾の北岸にあり、ロングアイランド湾に接している。ロングアイランドの北岸に沿って伸びる丘陵は最終氷河期の氷河が残した最終モレーンである。
グレンコーブ市は北緯40度52分2秒 西経73度37分40秒 / 北緯40.86722度 西経73.62778度 (40.867326, −73.627738)に位置している。
市の東、南、西はオイスターベイの町に囲まれている。北がロングアイランド湾である。
アメリカ合衆国国勢調査局に拠れば、市域全面積は19.2平方マイル (50 km2)であり、このうち陸地6.7平方マイル (17 km2)、水域は12.6平方マイル (33 km2)で水域率は65.51%である
姉妹都市はイタリアのナポリに近いストゥルノである。

## 住民

### 2010年国勢調査
2010年国勢調査に拠れば、グレンコーブの人種別人口構成は以下の通りだった。
- 白人: 74.2%
  - 非ヒスパニック白人: 59.4%
- アフリカン・アメリカン: 7.2%
- ネイティブ・アメリカン: 0.4%
- アジア人: 4.6%
- 太平洋諸島系: 0.1%
- その他の人種: 10.1%
- 混血: 3.2%
- ヒスパニック・ラテン系: 27.9%

## 市政府
1680年代からオイスターベイの町がこの地域に司法権を持っていたが、グレンコーブはその中から1917年に独立した市になった。市は独自の警察、消防、救急医療の組織を持っている。消防と救急医療の組織はボランティアの機関である。緊急管理事務所は市内で起こる自然災害、人為的災害に対する計画、協力、対応を行う責任がある。

## 歴史
この地域では数千年にわたってインディアンの様々な文化が続いてきた。ヨーロッパ人が接触したとき、ロングアイランド西部にはレナペ族（デラウェア族）が住んでいた。レナペ族はニューヨーク州とニュージャージー州の港湾がある地帯、現在のペンシルベニア州とデラウェア州の海岸部、さらにデラウェア川沿いを支配していた。アルゴンキン語族に属していた。1600年までにこの部族が住んでいた場所はマティネコックと呼ばれ、部族も同名で呼ばれたが、ロングアイランド西部に住むインディアンと同様レナペ族だった。
グレンコーブはニューイングランドから移ってくるイギリス系住民が港として使い、1668年以前は「モシェト」と名付けられていた。その年5月24日、ロードアイランドのウォリックから来たジョセフ・カーペンターが、マティネコック族からオイスターベイ町北西部の土地約2,000エーカー (8.1 km2) を購入した。同年後半にカーペンターは4人の共同開発者を受け入れた。コールズ家のナサニエル、ダニエル、ロバートの3兄弟とニコラス・シムキンズであり、全てオイスターベイ住民だった。この5人はその開拓地を「マスケタ」コーブ（入江）と名付けた。レナペ語で「マスケタ」は「突進の場所」を意味した。この5人がマスケタ・コーブ・プランテーションの最初の領主5人と考えられている。

### 19世紀
1830年代、ニューヨーク市とマスケタ・コーブの間でロングアイランド湾を渡す蒸気船による定期便運航を始めた。マスケタ・コーブでは現在も「ザ・ランディング」と呼ばれる場所に到着していた。「マスケタ」は「モスキート」（蚊）と音が似ており、マイナスの印象があるので、1834年に住民がグレンコーブに変更した。スコットランドにグレンコーという町があり、これに倣う提案だったが聞き間違いが起こったと言われている。デュリエー・コーンスターチ工場で働くために労働者が入ってきたので、町の人口が増えた。この工場は1900年まで操業されていた。「デュリエー」という名前もモスキート・コーブに代わるものと提案されたが、拒絶された。
1850年までにグレンコーブはニューヨーク市民の夏のリゾート地として人気が上がっていた。1867年、ロングアイランド鉄道がグレンコーブまで延伸され、ニューヨーク市への旅が早くまた頻繁にできるようになった。鉄道の有用性に加えて、グレンコーブがロングアイランド湾に面しているという位置付けによって、年間を通じた住人も惹き付け、人口が増加した。1917年6月8日、グレンコーブは独立市となり、250年間続いたオイスターベイ町の管理から離れた。
グレンコーブのうねりがある丘陵から眺めるロングアイランド湾の景色は、19世紀後半にチャールズ・プラットやその息子、J・P・モルガン、F・W・ウールワースなど裕福な工業男爵を惹き付けることになった。彼等は島の北岸にそって大きな私宅を建設した。この邸宅の並びが1920年代にゴールドコーストと呼ばれる地域の一部になった。モルガンの資産の一部は後に市に寄付され、現在はモルガン公園と海浜になっている。

### 20世紀
邸宅の大半は20世紀の半ば以前に他の目的に転用された。以前はF・W・ウールワースの家だったウィンフィールドホールは個人の所有になっている。これとともにプラット家は地域で約5,000エーカー (20 km2) の土地を所有していた。ジョン・T・プラットの荘園（チャールズ・A・プラットが設計した「ザ・マナー」）は現在、グレンコーブ・マンションホテル・アンド・カンファランスセンターが運営している。その息子のハーバート・L・プラットの田舎屋敷である「ザ・ブレイズ」は1945年にウェッブ研究所が買収した。ここは改修を行った後の1947年に、海洋建築と土木の専門カレッジとして転用された。ジョージ・デュポン・プラットの邸宅であるキレンワースはソビエト連邦政府が国際連合代表団のために購入した。ロシアはこの施設を長い間、訪問者を泊めたり、国連スタッフの週末休息所として利用した。元ソ連首相のニキータ・フルシチョフやキューバ首相のフィデル・カストロが国連での集会のためにアメリカに来たとき、キレンワースに滞在した。
他の多くの郊外部と同様に、グレンコーブは第二次世界大戦後に急速に人口が増え、それまでの牧草地や農園に変わって新しい住宅地が建設された。多くの住人は東欧や南欧からの移民の2世、3世の子孫となり、クイーンズやブルックリンにあった子供時代を過ごした家から移ってきていた。
20世紀後半、市内に移住してくる者は概してラテンアメリカと東アジアからだった。グレンコーブに作られたシク教グルドワラにより、東アジアからの移民が増えた。

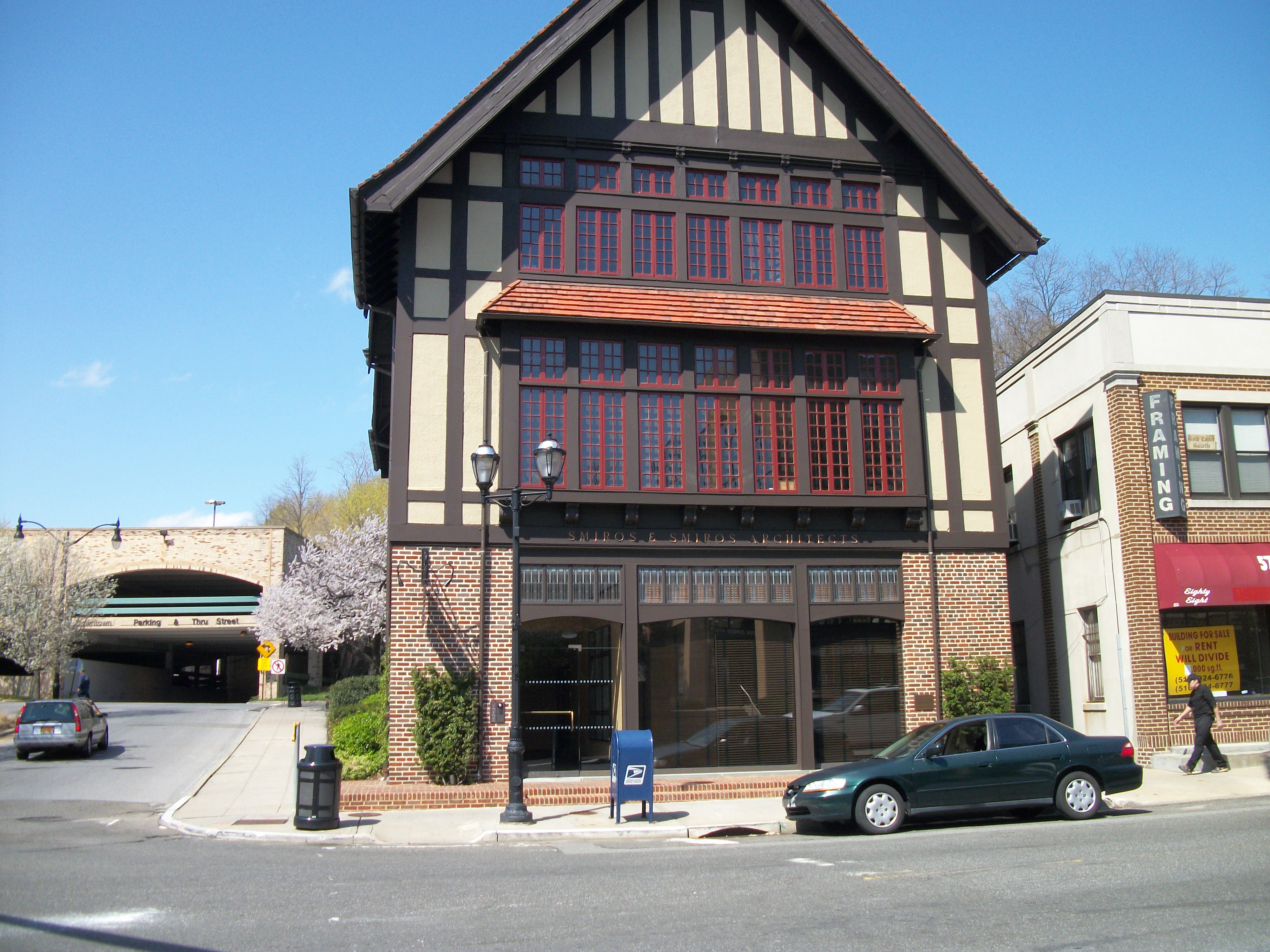
旧グレンコーブ郵便局、アメリカ合衆国国家歴史登録財に指定、現在は建築事務所

グレンコーブの郵便局は1989年にアメリカ合衆国国家歴史登録財に指定された。元は市裁判所で後に市役所と警察署に使われた裁判所ビルも1990年に国家歴史登録財に追加された。改修された後にノースショア歴史博物館として使われている。

#### 製造業
第二次世界大戦後、新しく製造業や産業への投資が行われた。20世紀初期にはアメリカ陸軍工兵司令部によってグレンクローブ・クリークが掘られた。様々な産業がその岸に1942年から1984年頃まであった。リー・タングステンは、タングステン粉と炭化タングステン粉、その他特殊製品を製造した。この会社は当初ワー・チャン溶錬精製会社と呼ばれており、後にはテレダイン・ワー・チャンと呼ばれた。
コロンビア・リボン・アンド・カーボン製造会社は青の印刷インク、カーボン紙、タイプ用リボンを1980年まで製造していた。1932年に研究所を開設したことで注目された。
パワーズ・ケムコ Inc. は写真撮影装置と消耗品の製造者だった。1987年にケムコ・テクノロジーズ Inc. と改名し、その後買収されてコニカ・イメージング・U.S.A., Inc., となり、現在はコニカミノルタ・ホールディング・U.S.A., Inc., となっている。この会社は2006年に工場を閉鎖し、ミシガン州に移転した。
1953年と1958年、ポール・コーポレーションが濾過用商品の製造施設を建設した。1つは1999年まで使われ、もう1つは1971年まで使われたが、建物はオーガスト・トムセン・コープに売却された。フォトサーキッツ・コーポレーションは1951年に回路板の制作を始めた。この会社は2007年に閉鎖したが、その時まで740人を雇用していた。スレーター・エレクトリックは電気的配線装置を製造した。
1956年、スレーター・エレクトリックは電気スイッチと配線の製造を始めた。1988年、パス・アンド・シーモアが射出成形装置を使って電機部品を製造した。
グレンコーブ・クリークに沿ってマリーナと船舶修繕施設を保有したグラドスキー・マリーンは、1970年代初期から1999年に閉鎖するまで操業していた。その施設から準揮発性有機化合物や金属を除去する処理は再開発計画によって行われ2010年に完了した。

## 経済
ゲームソフトのアクレイム・エンタテインメントがワン・アクレイム・プラザに本社を置いている。1994年に3階建て床面積65,000平方フィート (6,000 m2)、クラスAのオフィスビルを300万ドルで購入した。

## 教育

### 公立学校
グレンコーブ市と住民には、グレンコーブ市教育学区がその公共教育を管轄している。市内に住む子供達は、幼稚園から2年生までユージーン・J・グリビン小学校とキャサリン・A・ディジー小学校に、3年生から5年生はランディング学校とマーガレット・A・コノリー学校に、6年生から8年生はロバート・M・フィンリー中学校に、9年生から12年生はグレンコーブ高校に通っている。フィンリー中学校はブレイクスルー学校の1つである。

### 私立学校
- オールセインツ地域カトリック学校l[21]
- フレンズ・アカデミー、幼稚園前から12年生、クエーカー教徒が設立、グレンコーブの市域内にあるが、住所はロカスト・バレーになっている
- ウェッブ研究所、 海洋建築と土木の専門4年制カレッジ[22]

## 礼拝所
- コングリゲーション・ティフェレス・イスラエル
- ファースト・チャーチ・オブ・クライスト・サイエンス
- 第一長老派教会[23]
- グレンコーブ・グルドワラ
- 生神女庇護と聖セルギイ教会（ロシア正教会）（Holy Virgin Protection and St. Sergius Russian Orthodox Church）
- セントパトリック教会（ローマ・カトリック）[24]
- セントポール聖公会教会[25]
- セントロッコス教会（ローマ・カトリック）
- エホバの証人の王国会館

## 交通
グレンコーブ市には下記の大量輸送機関が通じている。
- 鉄道、ロングアイランド鉄道のオイスターベイ支線、市域内にはシークリフ、グレンストリート、グレンコーブの3駅がある
- バス、ナッソー・インターカウンティ・イクスプレス（元MTAロングアイランド・バス）、N21系統（クイーンズのフラッシング行き）とN27系統（ヘムステッド行き）。市内のバス便もある[26][27]
- 急行バス、ロングアイランド・トランジット、ウィークデイにグレンコーブとマンハッタン間通勤バスを運行、中間停留所はミッドタウンとウォール街[28][29]

## 文化
- モーガンパーク音楽祭、モーガン公園の東屋で、7月と8月の毎週土曜日夜に無料コンサートを行う[30]
- アメリカ切手商協会の本部が市内にある
- 元ハロルド・プラットの荘園「ウェルウィン」は広さ204エーカー (0.83 km2)、森が深い土地にあり、一般公開されている。自然の道があり、森の中の水流、清水の池と沼、海岸の塩沼、ロングアイランド湾の海岸線など様々な自然の生息域がある。100種以上の鳥類や様々な小型哺乳類、爬虫類、両生類が棲んでいる。ホロコースト・メモリアル・アンド・エデュケーショナルセンターがあり、展示や教育を行っている[30]

近隣地にはロングアイランド大学C・W・ポスト・センターのヒルウッド美術館、ナッソー郡美術館、オールド・ウェストベリー庭園とマンション（定期演奏会が開かれる）、サガモアヒル国定歴史史跡、セオドア・ルーズベルトの夏のホワイトハウス、プランティング・フィールズ樹木園、コー・マンション（演奏会あり）、などの見どころがあり、他にも音楽の生演奏が行われる場所もある。

## ウォーターフロント

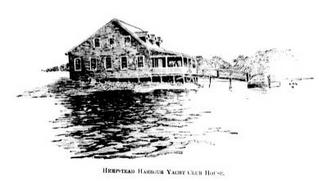
ヘンプステッド・ハーバー・ヨット・クラブハウス、1894年頃

グレンコーブ市にはヘンプステッド・ハーバーやロングアイランド湾に広大なウォーターフロントがある。ヘンプステッド・ハーバー・ヨット・クラブ、グレンコーブ市ヨットクラブ、ガービーズ・ポイント・ボーティング協会が市内にある3大航行クラブである。ブルワーズ・ボードヤードが市内に唯一残されている船の保管ヤードである。ガービーズ・ポイント道路の端にはボートの進水場がある。カヤックのための設備は無い。
グレンコーブ地域での帆船レースは隣接するシークリフにある崖上の公園や、ガービーズ・ポイント保護地の丘陵部にある様々な地点から見られる。レースは火曜日、水曜日、金曜日夜、土曜日午後にある。毎年開催されるロングアイランド一周帆走レースは、モーガン公園の防波堤の端部がフィニッシュである。
グレンコーブのウォーターフロントの言い伝えでは「列車の音を聞くことができたら雨になる。列車の汽笛が聞こえたなら、風が東から吹き嵐になる」とされている。

## 大衆文化の中で
- ハンフリー・ボガート、オードリー・ヘプバーン、ウィリアム・ホールデンが出演した1954年の映画『麗しのサブリナ』は、グレンコーブ鉄道駅で撮影された[31]
- アルフレッド・ヒッチコックが監督し、ケーリー・グラント、エヴァ・マリー・セイント、ジェームズ・メイソンが出演した1959年の映画『北北西に進路を取れ』は、オールド・ウェストベリー庭園で撮影された
- シェリー・ロングとコービン・バーンセンが出演した1987年の映画『Hello Again』』は、グレンコーブ鉄道駅で撮影された
- ヴァル・キルマーとニコール・キッドマンが出演した1995年の映画『バットマン フォーエヴァー』では、「ウェイン・マナー」の外観として、ウェブ研究所（元「ザ・ブレイ」）が使われた
- ハリソン・フォード、グレッグ・キニア、ジュリア・オーモンドが出演した1995年の映画『サブリナ』リメイク版は、元ジュニアス・スペンサー・モーガン3世の荘園「サリュテーションズ」で撮影された
- マイケル・ダグラスが出演した1998年の映画『ダイヤルM』は「サリュテーションズ」で撮影された
- ビリー・クラダップとマンディ・ムーアが出演した2007年の映画『Dedication』は、使われた場所が不明のままである
- 2008年のテレビ映画『Law & Order: Criminal Intent』 – シーズン7のエピソード12
- 2010年の映画『セックス・アンド・ザ・シティ2』 – 幾つかのシーンがサリュテーションズで撮影された
- テレビドラマ『FRINGE/フリンジ』 – シーズン4、エージェントのブロイルズがグレンコーブに住んでいると明かされる
- 作家ジョシュ・アレン・フリードマンは子供時代をグレンコーブで過ごしており、2010年に出版した自伝小説『Black Cracker』の舞台をグレンコーブにした。1960年代初期に事実上黒人学校だったサウススクールに入学した時からの出来事が描かれている。フリードマンは暫くの間サウススクールで唯一の白人だった[32]
- 2010年、ハントのトマトソースのコマーシャルが、グレンコーブの消防団屯所で撮影された
- ポール・ラッド、ズーイー・デシャネル、ラシダ・ジョーンズ、エリザベス・バンクスが出演した2011年の映画『我が家のおバカで愛しいアニキ』は、母の家の屋内シーンがハイランド道路の家で撮影された[33]

## 著名な出身者
- ロイ・キャンパネラ – メジャーリーグベースボールとニグロリーグの選手、アメリカ野球殿堂入り、一時期グレンコーブに住んだ
- エリー・コーネル – 女優
- アシャンティ – 歌手、女優
- ピーター・フレミング - プロテニス選手
- ホワイティー・フォード – メジャーリーグベースボール選手、ニューヨーク・ヤンキース、一時期グレンコーブに住んだ
- クレイグ・ハンセン – メジャーリーグベースボール選手、ピッツバーグ・パイレーツ
- ニック・マーケイキス – メジャーリーグベースボール選手、ボルチモア・オリオールズ
- J・P・モルガン – 投資家、銀行家、慈善家
- カート・ホーキンス – プロレスラー、本名はブライアン・マイヤーズ
- チャールズ・プラット – 石油産業のパイオニア
- トマス・ピンチョン – 小説家
- チャック・シュルディナー – ミュージシャン